# María Grande Segunda
María Grande Segunda é uma junta de governo da província de Entre Ríos, na Argentina.